# Česko na Mistrovství Evropy v atletice 2006

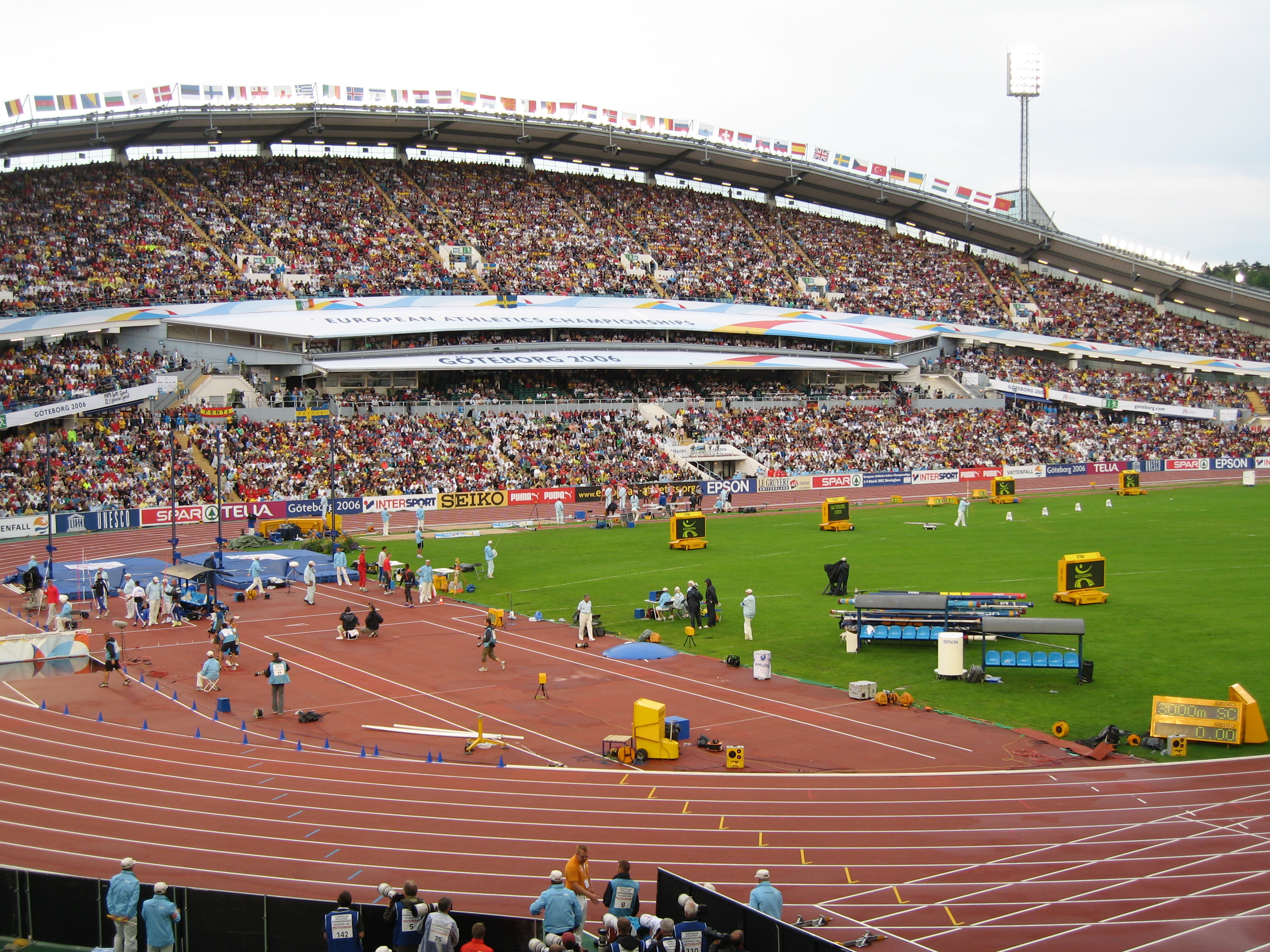
Stadion Ullevi 11. srpna 2006

V nominaci na Mistrovství Evropy v atletice 2006 bylo celkově 46 českých atletů (23 mužů a 23 žen). Do švédského Göteborgu jich nakonec odcestovalo 45. Kvůli zranění úponu na ruce se nemohla zúčastnit oštěpařka Nikola Brejchová. I tak se jednalo o nejpočetnější českou výpravu v celé historii.

## Výsledky

### Muži
Titul z předchozího šampionátu v Mnichově obhájil desetibojař Roman Šebrle. Stříbrnou medaili vybojoval v novém osobním rekordu 234 cm výškař Tomáš Janků. Loučící se Jan Železný získal bronz. Do rozběhu na 400 m překážek nezasáhl Ondřej Daněk, kterého postihl začínající zánět slepého střeva. Zklamáním skončilo účinkování českých tyčkařů, kteří se shodně podělili o 24. místo ze sedmadvaceti. Do finále přitom postoupila hned dvacítka nejlepších.
| Atlet                                              | Disciplína     | Kvalifikace | Kvalifikace | Rozběh  | Rozběh   | Čtvrtfinále | Čtvrtfinále | Semifinále  | Semifinále  | Finále       | Finále           |
| Atlet                                              | Disciplína     | Výkon       | Umístění    | Výkon   | Umístění | Výkon       | Umístění    | Výkon       | Umístění    | Výkon        | Umístění         |
| -------------------------------------------------- | -------------- | ----------- | ----------- | ------- | -------- | ----------- | ----------- | ----------- | ----------- | ------------ | ---------------- |
| Vojtěch Šulc                                       | 100 m          |             |             | 10,67 s | 37.      | nepostoupil | nepostoupil | –           | –           | –            | –                |
| Jan Schiller                                       | 200 m          |             |             | 21,12 s | 35.      | nepostoupil | nepostoupil | –           | –           | –            | –                |
| Vojtěch Šulc                                       | 200 m          |             |             | 21,07 s | 31.      | 21,21 s     | 25.         | nepostoupil | nepostoupil | –            | –                |
| Jiří Vojtík                                        | 200 m          |             |             | 20,91 s | 18.      | 20,90 s     | 14.         | 20,83 s     | 10.         | nepostoupil  | nepostoupil      |
| Karel Bláha                                        | 400 m          |             |             | 46,60 s | 21.      |             |             | nepostoupil | nepostoupil | –            | –                |
| Michal Šneberger                                   | 1500 m         |             |             | 3:47,96 | 16.      |             |             |             |             | 3:45,99      | 12.              |
| Pavel Faschingbauer                                | Maraton        |             |             |         |          |             |             |             |             | 2.19:41      | 26.              |
| Stanislav Sajdok                                   | 110 m přek.    |             |             | 13,68 s | 12. =    |             |             | 13,71 s     | 10.         | nepostoupil  | nepostoupil      |
| Ondřej Daněk                                       | 400 m přek.    |             |             |         |          |             |             | DNS         | –           | nepostoupil  | nepostoupil      |
| Jiří Mužík                                         | 400 m přek.    |             |             |         |          |             |             | 50,29 s     | 9.          | nepostoupil  | nepostoupil      |
| Michal Uhlík                                       | 400 m přek.    |             |             |         |          |             |             | 50,69 s     | 12. =       | nepostoupil  | nepostoupil      |
| Filip Klvaňa Jiří Vojtík Vojtěch Šulc Michal Uhlík | 4 × 400 m      |             |             | 3:06,14 | 12.      |             |             |             |             | nepostoupili | nepostoupili     |
| Miloš Holuša                                       | Chůze na 50 km |             |             |         |          |             |             |             |             | 4.12:11      | 21.              |
| Tomáš Janků                                        | Skok do výšky  | 2,26 m      | 1. =        |         |          |             |             |             |             | 2,34 m       | Stříbrná medaile |
| Svatoslav Ton                                      | Skok do výšky  | 2,26 m      | 1. =        |         |          |             |             |             |             | 2,27 m       | 6. =             |
| Štěpán Janáček                                     | Skok o tyči    | 5,35 m      | 24. =       |         |          |             |             |             |             | nepostoupil  | nepostoupil      |
| Adam Ptáček                                        | Skok o tyči    | 5,35 m      | 24. =       |         |          |             |             |             |             | nepostoupil  | nepostoupil      |
| Remigius Machura                                   | Vrh koulí      | 18,09 m     | 28.         |         |          |             |             |             |             | nepostoupil  | nepostoupil      |
| Vladimír Maška                                     | Hod kladivem   | 68,63 m     | 21.         |         |          |             |             |             |             | nepostoupil  | nepostoupil      |
| Lukáš Melich                                       | Hod kladivem   | 73,77 m     | 15.         |         |          |             |             |             |             | nepostoupil  | nepostoupil      |
| Jan Železný                                        | Hod oštěpem    | 80,60 m     | 8.          |         |          |             |             |             |             | 85,92 m      | Bronzová medaile |

Desetiboj
| Umístění      | Jméno        | Disciplína | Disciplína  | Disciplína | Disciplína  | Disciplína | Disciplína | Disciplína | Disciplína  | Disciplína  | Disciplína | Body  |
| Umístění      | Jméno        | 100 m      | Skok daleký | Vrh koulí  | Skok vysoký | 400 m      | 110 m př.  | Hod diskem | Skok o tyči | Hod oštěpem | 1500 m     | Body  |
| ------------- | ------------ | ---------- | ----------- | ---------- | ----------- | ---------- | ---------- | ---------- | ----------- | ----------- | ---------- | ----- |
| Zlatá medaile | Roman Šebrle | 10,98 s    | 7,72 m      | 15,53 m    | 2,09 m      | 49,11 s    | 14,27 s    | 45,47 m    | 5,00 m      | 66,90 m     | 4:46,91    | 8 526 |
| 12.           | Tomáš Dvořák | 11,25 s    | 7,26 m      | 15,85 m    | 1,97 m      | 51,20 s    | 14,61 s    | 42,91 m    | 4,80 m      | 64,16 m     | 4:42,29    | 7 997 |
| 14.           | Josef Karas  | 11,00 s    | 7,19 m      | 13,80 m    | 2,00 m      | 50,21 s    | 15,42 s    | 44,32 m    | 4,50 m      | 49,54 m     | 4:32,02    | 7 669 |

### Ženy
Mezi ženami vybojovala stříbro oštěpařka Barbora Špotáková. Ve finále byly i diskařka Věra Cechlová Pospíšilová a tyčkařka Pavla Hamáčková. Před branami finále naopak skončilo trio českých výškařek, byť Romaně Dubnové unikl postup jen o jedno místo. Poslední velký závod kariéry zde absolvovala trojskokanka Šárka Kašpárková, které však výkon na postup do finále nestačil.
| Atletka                                                           | Disciplína    | Kvalifikace  | Kvalifikace | Rozběh  | Rozběh   | Semifinále   | Semifinále   | Finále       | Finále           |
| Atletka                                                           | Disciplína    | Výkon        | Umístění    | Výkon   | Umístění | Výkon        | Umístění     | Výkon        | Umístění         |
| ----------------------------------------------------------------- | ------------- | ------------ | ----------- | ------- | -------- | ------------ | ------------ | ------------ | ---------------- |
| Štěpánka Klapáčová                                                | 200 m         |              |             | 23,64 s | 20.      | nepostoupila | nepostoupila | –            | –                |
| Iveta Mazáčová                                                    | 200 m         |              |             | 24,25   | 25.      | nepostoupila | nepostoupila | –            | –                |
| Jitka Bartoničková                                                | 400 m         |              |             | 52,91 s | 19.      | nepostoupila | nepostoupila | –            | –                |
| Lucie Martincová                                                  | 100 m přek.   |              |             | 13,45 s | 24.      | nepostoupila | nepostoupila | –            | –                |
| Petra Seidlová                                                    | 100 m přek.   |              |             | 13,41 s | 21.      | nepostoupila | nepostoupila | –            | –                |
| Zuzana Bergrová                                                   | 400 m přek.   |              |             | 58,64 s | 31.      | nepostoupila | nepostoupila | –            | –                |
| Zuzana Hejnová                                                    | 400 m přek.   |              |             | 56,29 s | 13.      | 56,39 s      | 13.          | nepostoupila | nepostoupila     |
| Alena Rücklová                                                    | 400 m přek.   |              |             | 56,44 s | 14.      | 56,24 s      | 12.          | nepostoupila | nepostoupila     |
| Lucie Martincová Štěpánka Klapáčová Petra Seidlová Iveta Mazáčová | 4 × 100 m     |              |             | –       | DSQ      |              |              | nepostoupily | nepostoupily     |
| Jitka Bartoničková Alena Rücklová Zuzana Bergrová Zuzana Hejnová  | 4 × 400 m     |              |             | 3:34,47 | 10.      |              |              | nepostoupily | nepostoupily     |
| Romana Dubnova                                                    | Skok do výšky | 1,90 m       | 14.         |         |          |              |              | nepostoupila | nepostoupila     |
| Barbora Laláková                                                  | Skok do výšky | 1,87 m       | 16. =       |         |          |              |              | nepostoupila | nepostoupila     |
| Iva Straková                                                      | Skok do výšky | 1,83 m       | 22.         |         |          |              |              | nepostoupila | nepostoupila     |
| Kateřina Baďurová                                                 | Skok o tyči   | 4,30 m       | 16.         |         |          |              |              | nepostoupila | nepostoupila     |
| Pavla Hamáčková                                                   | Skok o tyči   | 4,35 m       | 10.         |         |          |              |              | 4,35 m       | 10.              |
| Jiřina Ptáčníková                                                 | Skok o tyči   | 3,80 m       | 27.         |         |          |              |              | nepostoupila | nepostoupila     |
| Šárka Kašpárková                                                  | Trojskok      | 13,39 m      | 20.         |         |          |              |              | nepostoupila | nepostoupila     |
| Jana Kárníková                                                    | Vrh koulí     | 15,79 m      | 15.         |         |          |              |              | nepostoupila | nepostoupila     |
| Věra Cechlová                                                     | Hod diskem    | 60,45 m      | 10.         |         |          |              |              | 60,71 m      | 7.               |
| Lenka Ledvinová                                                   | Hod kladivem  | 60,85 m      | 32.         |         |          |              |              | nepostoupila | nepostoupila     |
| Lucie Vrbenská                                                    | Hod kladivem  | 59,94 m      | 36.         |         |          |              |              | nepostoupila | nepostoupila     |
| Barbora Špotáková                                                 | Hod oštěpem   | 66,12 m (NR) | 1.          |         |          |              |              | 65,64 m      | Stříbrná medaile |
| Jarmila Klimešová                                                 | Hod oštěpem   | 56,76 m      | 18.         |         |          |              |              | nepostoupila | nepostoupila     |

Sedmiboj
| Denisa Ščerbová | Sedmiboj       |          |       |          |
| Denisa Ščerbová | Disciplína     | Výsledek | Body  | Umístění |
| --------------- | -------------- | -------- | ----- | -------- |
|                 | 100 m překážek | 13,59 s  | 1 037 | 9.       |
| Skok do výšky   | 1,77 m         | 941      | 15.   |          |
| Vrh koulí       | 10,74 m        | 578      | 29.   |          |
| Běh na 200 m    | 23,94 s        | 986      | 4.    |          |
| Skok daleký     | 6,12 m         | 887      | 15.   |          |
| Hod oštěpem     | DNS            | –        |       |          |
| Běh na 800 m    | DNS            | –        |       |          |
| Celkově         |                |          | DNF   | –        |